# قشلاق باقرسلی ستار
قشلاق باقرسلی ستار یک روستا در ایران است که در استان اردبیل واقع شده‌است. قشلاق باقرسلی ستار ۷۹ نفر جمعیت دارد.